# Ampuła laboratoryjna

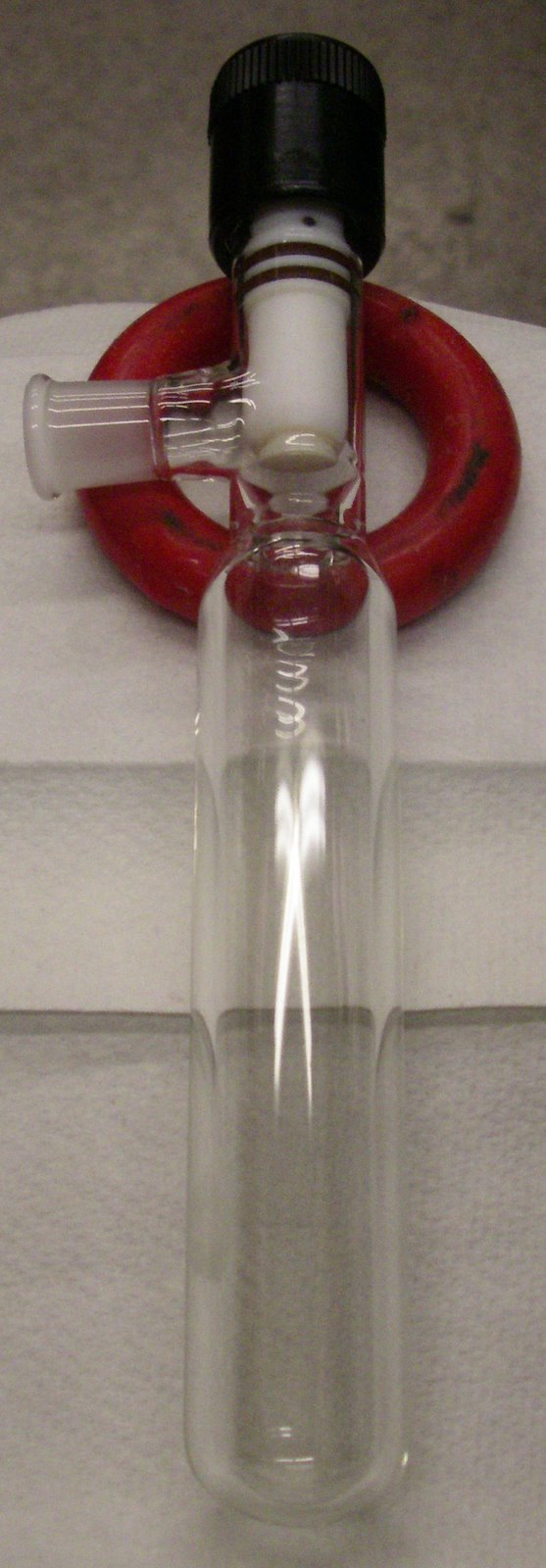
Ampuła azotowa

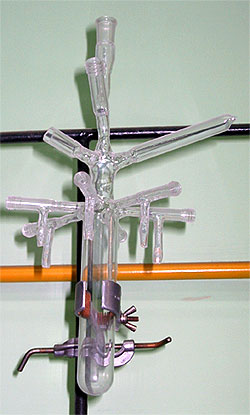
Ampuła próżniowa do prowadzenia reakcji - zdjęcie wykonane w CBMiM PAN

Ampuła – absolutnie szczelne naczynie laboratoryjne, szklane lub tworzywowe, służące do długotrwałego przechowywania ciekłych i rzadziej stałych substancji chemicznych, których z różnych względów nie można przechowywać w zwykłych butelkach.
Na ogół ampuły wykorzystuje się do przechowywania związków chemicznych, które rozkładają się w kontakcie z powietrzem lub są higroskopijne, a ważne jest, aby nie uległy zawilgoceniu.
W ampułkach przechowuje się też preparaty biologiczne, leki, szczepionki itp.
Ampuły przyjmują zwykle kształt dłuższej lub krótszej rury szklanej, z okrągłym dnem i szyjką.
Rodzaje ampuł:
- Ampuły zapieczętowane - są to naczynia, które wymagają stłuczenia szyjki, aby móc wydostać ich zawartość. Zwykle wprowadza się do nich substancję, po czym ostrożnie zatapia się ich szyjkę płomieniem palnika gazowego. Ampuły zapieczętowane zapewniają całkowitą szczelność "na zawsze" - ale są sprzętem jednorazowego użytku.
- Ampuły próżniowe - są to wąskie ampuły z grubego szkła zaopatrzone w szczelne kraniki HV (high vacuum - do wysokiej próżni), zazwyczaj teflonowe, oraz szlif umożliwiający bezpośrednie podłączenie do linii próżniowej. Ampuły te napełnia się poprzez skraplanie w niskiej temperaturze (zwykle poprzez schładzanie ich ciekłym azotem) cieczy, którą uprzednio doprowadza się do wrzenia w warunkach próżniowych w innym naczyniu. Przepływ par substancji następuje poprzez linię próżniową. Transfer przechowywanej substancji, np. do kolby reakcyjnej, prowadzi się w ten sam sposób, tyle że w przeciwnym kierunku (substancję w ampule doprowadza się do wrzenia, a kolbę się schładza). Ampuły te są często zaopatrzone w "bańkę" tj. kuliste poszerzenie przed szyjką, oraz zatopioną w tej "bańce" krótką zakrzywioną rurkę, która zapobiega nagłemu przerzutowi substancji w trakcie jej próżniowego transferowania. Przechowywanie substancji w amupułach próżniowych gwarantuje nie tylko ich suchość, ale także pewność, że nie są w nich rozpuszczone żadne gazy. Ich wadą jest to, że transfer próżniowy jest bardzo uciążliwą i czasochłonną operacją.
- Ampuły azotowe (naczynia Schlenka) - są to ampuły często wykonywane z cieńszego szkła, zwykle o większej pojemności i średnicy od ampuł próżniowych. Są one zaopatrywane we w miarę szczelne kraniki o szerokim wylocie - również zwykle teflonowe, ale mniej kosztowne od kranów HV. Zamiast szlifu mają one boczną oliwkę szklaną, która umożliwia podłączanie do nich węży doprowadzających azot lub inne gazy obojętne. Transfer substancji do i z ampuły prowadzi się poprzez lewarowanie - czyli przetaczanie cieczy za pomocą stosowania kombinacji niewielkiego nad- i podciśnienia poprzez długą, giętką rurkę metalową lub teflonową. Po przetoczeniu zostawia się zwykle w ampule lekkie nadciśnienie gazu obojętnego, co zabezpiecza przed dostawaniem się do jej wnętrza powietrza. Ampuły azotowe są wygodne w użyciu, gdyż lewarowanie jest stosunkowo prostą i szybką czynnością, jednak w trakcie tej czynności gaz miesza się z cieczą i czasami się w niej rozpuszcza.

Czasami w ampułach przeprowadza się też reakcje chemiczne wymagające całkowitego odcięcia od atmosfery lub utrzymania rozpuszczonych gazów (np. amoniaku) w naczyniu podczas reakcji w podwyższonej temperaturze. Ampuły stosowane do prowadzenia reakcji mają dospawane dodatkowe boczne kraniki i mniejsze ampułki, które następnie można wykorzystywać do dozowania kolejnych substratów i pobierania próbek mieszaniny w trakcie reakcji. Ampuły próżniowe do reakcji przyjmują często bardzo fantazyjne i skomplikowane kształty.